# Boleslav Vomáčka
Boleslav Vomáčka, född 28 juni 1887 i Mladá Boleslav, död 1 mars 1965 i Prag, var en tjeckisk tonsättare.
Vomáčka, som var verksam som ämbetsman och musikkritiker i Prag, komponerade – ursprungligen i Arnold Schönbergs fotspår, därefter mer självständigt – bland annat symfoniska dikter, kammarmusik, sångcykeln 1914 och körverk.